# مسئله زمان
در فیزیک نظری، مسئله زمان تعارضی مفهومی بین مکانیک کوانتومی و نسبیت عام است. مکانیک کوانتومی جریان زمان را جهانی و مطلق می‌داند؛ در حالی که نسبیت عام جریان زمان را انعطاف‌پذیر و نسبی می‌داند.